# Пендър (окръг, Северна Каролина)
Окръг Пендър (на английски: Pender County) е окръг в щата Северна Каролина, Съединени американски щати. Площта му е 2416 km², а населението – 59 090 души (2016). Административен център е град Бъргоу.